# Larisa B.C.
Larisa B.C. (Griego: Λάρισα K.A.E.) es un equipo de baloncesto profesional griego, con sede en la ciudad de Larisa, que disputa la competición de la A1 Ethniki. Fue fundado en 1984 con la denominación Ermis Agias Larisa B.C., que utilizó hasta 2019. Disputa sus encuentros como local en el Larissa Neapolis Indoor Arena, con capacidad para 4.000 espectadores.

## Historia
Larisa B.C. se fundó como Ermis Agias Larisa B.C. (Ερμής Αγιάς Λάρισα K.A.E.), en 1984 en Agiá, en la unidad periférica de Larisa. El equipo se proclamó campeón del grupo 3 de la cuarta división del baloncesto heleno en la temporada 2015–16, ascendiendo al tercer nivel, la B Ethniki, donde sólo estuvo un año, ascendiendo de nuevo, en esta ocasión a la A2 Ethniki.
Al término de la temporada 2018-19, el club logró una wild card para disputar la temporada 2019-20 de la A1 Ethniki. Trasladó su sede a Larisa y cambió su nombre por el actual, Larisa B.C..

## Trayectoria
| Season  | Categoría | División   | Pos. | Postemporada | Copa de Grecia | Europa | Europa | Europa |
| ------- | --------- | ---------- | ---- | ------------ | -------------- | ------ | ------ | ------ |
| 2015–16 | 4         | C Ethniki  | 1º   | 20–2         |                |        |        |        |
| 2016–17 | 3         | B Ethniki  | 3º   | 22–8         |                |        |        |        |
| 2017–18 | 2         | A2 Ethniki | 9º   | 15–15        |                |        |        |        |
| 2018–19 | 2         | A2 Ethniki | 7º   | 17–13        |                |        |        |        |